# Telamayu
Telamayu ist eine Ortschaft im Departamento Potosí im Südteil des südamerikanischen Anden-Staates Bolivien.

## Lage im Nahraum
Telamayu ist Nachbarort der Stadt Atocha im Municipio Atocha in der Provinz Sur Chichas. Die Ortschaft liegt direkt südlich anschließend an Atocha in einer Höhe von 3681 m an der kaum befahrenen Bahnlinie zwischen Oruro und Uyuni im Norden und Tupiza im Süden. Durch Telamayu fließt der Río Allyta, der nördlich von Atocha in den Río Atocha mündet und zum Flusssystem des Río Pilcomayo gehört. Der Fluss hat sich etwa 70 Meter tief in das angrenzende Hügelland eingegraben, die Ortschaft Telamayu ist in der Talaue an der Mündung des Khory Mayu in den Río Allyta angelegt und zieht sich nur in wenigen Fällen in die Seitentäler.

## Geographie
Telamayu liegt auf dem bolivianischen Altiplano in den nördlichen Ausläufern der Anden-Gebirgskette der Cordillera de Lípez. Das Klima der Region ist arid und weist ein deutliches Tageszeitenklima auf, bei dem die täglichen Temperaturschwankungen stärker ausfallen als die Temperaturschwankungen im Jahresverlauf.
Die mittlere Jahrestemperatur der Region liegt bei 11 °C (siehe Klimadiagramm Atocha), mit einem Monatsdurchschnittswert von 6 bis 7 °C im Juni/Juli und 13–14 °C von November bis März. Der Jahresniederschlag beträgt niedrige 200 mm, wobei die Monate April bis Oktober nahezu niederschlagsfrei sind. Nur von November bis März fallen nennenswerte Niederschläge, mit einem Maximum von etwa 50 mm Monatsniederschlag im Januar.

## Verkehrsnetz
Telamayu liegt in einer Entfernung von 305 Straßenkilometern südwestlich von Potosí, der Hauptstadt des Departamentos.
Von Potosí aus führt die überregionale Nationalstraße Ruta 5 in südwestlicher Richtung 208 Kilometer bis nach Uyuni am Salzsee Salar de Uyuni. Die Stadt Uyuni ist über die 197 Kilometer lange Ruta 21 mit der Stadt Tupiza verbunden, die etwa auf halber Strecke durch Atocha und Telamayu führt.

## Wirtschaft
Zwischen 1972 und 1980 arbeitete in Telamayu eine Bismut-Schmelzhütte, die aufgrund wirtschaftlicher Schwierigkeiten ihre Tätigkeit einstellen musste. Die derzeitige bolivianische Regierung investierte im November 2008 eine Summe von 1 Million US-Dollar, um die Arbeit der Hütte wieder neu anzufahren, obwohl zur wirtschaftlichen Ertragsfähigkeit der Hütte große Zweifel bestanden.

Bismut wird für Metall-Legierungen eingesetzt, in neuerer Zeit auch als Ersatz für Blei, Bismutbestandteile finden in der Kosmetik- und Medizinindustrie Verwendung. Das in der Telamayu-Hütte verwendete Bismut weist eine Reinheit von 99 Prozent auf und wird vor allem nach Russland exportiert.

## Bevölkerung
Die Einwohnerzahl von Telamayu war in den zurückliegenden zwei Jahrzehnten je nach Wirtschaftslage deutlichen Schwankungen unterlegen:
| Jahr | Einwohner | Quelle       |
| ---- | --------- | ------------ |
| 1992 | 1 050     | Volkszählung |
| 2001 | 793       | Volkszählung |
| 2012 | 1 021     | Volkszählung |
| 2024 |           | Volkszählung |

Die Region weist einen hohen Anteil an Quechua-Bevölkerung auf, 55,4 Prozent der über 6-Jährigen im Municipio Atocha sprechen Quechua.